# Kadoli
Kadoli fou un estat tributari protegit de l'agència de Mahi Kantha a la presidència de Bombai.
Estava format únicament per dos pobles amb una població el 1901 de 931 habitants. Els seus ingressos s'estimaven vers 1900 en 3.782 rúpies de les que pagava 513 rúpies com a tribut al Gaikwar de Baroda i 93 rúpies al raja d'Idar.